# Liège-Bastogne-Liège 1936
La 26e édition de Liège-Bastogne-Liège a eu lieu le 26 avril 1936 et a été remportée par le Belge Albert Beckaert.
Albert Beckaert gagne en solitaire cette vingt-sixième édition de la Doyenne. 94 coureurs étaient au départ et 53 à l'arrivée.

## Classement
| n° | Coureur            | Équipe         | Temps           |
| -- | ------------------ | -------------- | --------------- |
| 1  | Albert Beckaert    | Alcyon-Dunlop  | 5 h 51 min 00 s |
| 2  | Gilbert Levae      | -              | à 46 s          |
| 3  | Jan-Jozef Horemans | -              | à 1 min 05 s    |
| 4  | Antonio Fabris     | -              | à 1 min 47 s    |
| 5  | Éloi Meulenberg    | Alcyon-Dunlop  | à 3 min 06 s    |
| 6  | Louis Hardiquest   | De Dion-Bouton | m.t.            |
| 7  | Joseph Huts        | Colin-Wolber   | m.t.            |
| 8  | Jérôme France      | Birma          | m.t.            |
| 9  | Raymond Laplume    | -              | m.t.            |
| 10 | Arsène Mersch      | Dilecta-Wolber | m.t.            |